# Pruvotia
Pruvotia is een geslacht van wormmollusken uit de  familie van de Rhopalomeniidae.

## Soort
- Pruvotia sopita (Pruvot, 1891)